# Андернах
Андернах (нім. Andernach) — місто в Німеччині, розташоване в землі Рейнланд-Пфальц. Входить до складу району Маєн-Кобленц.
Площа — 53,23 км2. Населення становить 30 132 ос. (станом на 31 грудня 2020)
Тут народився американський письменник німецького походження Чарльз Буковскі (Charles Bukowski, 1920–1994).